# Paralouatta varonai
Paralouatta varonai, (Rivero y Arredondo, 1991) es una especie extinta de primate platirrino, perteneciente a la familia de los Pitheciidae, que vivió en Cuba. Hasta el año 2003, cuando se descubrió una nueva especie más antigua (Paralouatta marianae), fue la única especie en el género Paralouatta.
Sus restos son fundamentalmente fragmentos o partes considerables del cráneo. Varios de ellos se encuentran en colecciones junto a sus réplicas en el Museo Nacional de Historia Natural de Cuba. El nombre del género se debe a la similitud en la conformación del cráneo de estos animales con los cráneos de los monos aulladores del género Alouatta: esta característica llevó a los estudiosos a sugerir un parentesco estrecho entre los dos géneros; sin embargo, esa relación fue desmentida más tarde con el análisis detallado de la dentadura. Este último mostró similitudes con los monos de la tribu Xenotrichini, que evolucionaron a partir de la subfamilia de Callicebinae a caballo entre el Oligoceno y el Mioceno, e incluye otros dos tipos de monos que habitaron en el Caribe.
En vida, estos animales tenían peso y dimensiones similares a las de los monos del género Alouatta, con respecto al cual, sin embargo, tenía cola más larga en proporción con el cuerpo: la cola probablemente era parcialmente prensil, y quizás retorcida, como sucede con los actuales monos titís.
Aunque pertenece a una familia de monos arbóreos como los es Pitheciidae, la conformación de los huesos de la pelvis de estos animales es similar a la de algunos monos semiarborícolas (por ejemplo, los del género Presbytis) lo que sugiere que pasaban cierto tiempo en el suelo. Análisis adicionales del post-cráneo de Paralouatta han confirmado que este género era probablemente semi-terrestre.
No es clara la causa de la extinción de estos animales. Los fósiles encontrados hasta ahora no indican que la presencia del hombre en la isla afectara en gran medida a su población, sobre todo porque esta especie se extinguió mucho antes de la llegada de los europeos a Cuba. Sin embargo, la isla estuvo antes poblada por los aborígenes taínos y ciboneyes, cuya llegada provocó la extinción de otras especies de mamíferos mayores, como el perezoso cubano gigante Megalocnus rodens, por lo que no podría descartarse que esos primeros humanos hubieran causado su desaparición.